# Bahnstrecke Suonenjoki–Iisvesi
| Das denkmalgeschützte Bahnhofsgebäude von Suonenjoki |                          |                                                              |                                                              |
| Streckenlänge: | 6,3 km                   |                                                              |                                                              |
| Spurweite: | 1524 mm (Russische Spur) |                                                              |                                                              |
| Streckenklasse: | B1                       |                                                              |                                                              |
| Streckengeschwindigkeit: | 35 km/h                  |                                                              |                                                              |
| |                          |                                                              |                                                              |
| \| \| ≈ 1,2 \| Verladestelle am See Jauholahti \| Verladestelle am See Jauholahti \| \| \| ≈ 0,7 \| Anschluss Iisveden Metsä Oy (ab 1924)[1] \| Anschluss Iisveden Metsä Oy (ab 1924)[1] \| \| \| \| Hafen Iisvesi \| \| \| \| \| \| \| \| \| 0,000 420,127 \| Iisvesi \| Iisvesi \| \| \| 418,000 \| \| \| \| \| \| \| \| \| \| 416,849 \| Yläkoski (Bhf bis 1. Juni 1948, 28. Apr. 1960–14. Dez. 2014) \| Yläkoski (Bhf bis 1. Juni 1948, 28. Apr. 1960–14. Dez. 2014) \| \| \| \| \| \| \| \| \| Holzverladung \| \| \| \| \| Valtatie 9 \| \| \| \| \| von Kuopio \| \| \| \| 413,842 \| Suonenjoki (bis 9. Jan. 1932 Suonnejoki) \| Suonenjoki (bis 9. Jan. 1932 Suonnejoki) \| \| \| \| nach Pieksämäki \| \| \| \| \| \| \| \| Kilometerangaben ab Helsinki[2] \| \| \| \| |                          |                                                              |                                                              |
| Betriebsstelle Streckenanfang (Strecke außer Betrieb) | ≈ 1,2                    | Verladestelle am See Jauholahti                              | Verladestelle am See Jauholahti                              |
| Blockstelle (Strecke außer Betrieb) | ≈ 0,7                    | Anschluss Iisveden Metsä Oy (ab 1924)                        | Anschluss Iisveden Metsä Oy (ab 1924)                        |
| Strecke (außer Betrieb) · Betriebsstelle Streckenanfang (Strecke außer Betrieb) |                          | Hafen Iisvesi                                                | Hafen Iisvesi                                                |
| Abzweig geradeaus und von links (Strecke außer Betrieb) · Strecke nach rechts (außer Betrieb) |                          |                                                              |                                                              |
| Bahnhof (Strecke außer Betrieb) | 0,000 420,127            | Iisvesi                                                      | Iisvesi                                                      |
| | 418,000                  |                                                              |                                                              |
| |                          |                                                              |                                                              |
| Blockstelle | 416,849                  | Yläkoski (Bhf bis 1. Juni 1948, 28. Apr. 1960–14. Dez. 2014) | Yläkoski (Bhf bis 1. Juni 1948, 28. Apr. 1960–14. Dez. 2014) |
| |                          |                                                              |                                                              |
| Abzweig geradeaus und nach rechts |                          | Holzverladung                                                | Holzverladung                                                |
| Strecke mit Straßenbrücke |                          | Valtatie 9                                                   | Valtatie 9                                                   |
| Abzweig geradeaus und von links |                          | von Kuopio                                                   | von Kuopio                                                   |
| Bahnhof | 413,842                  | Suonenjoki (bis 9. Jan. 1932 Suonnejoki)                     | Suonenjoki (bis 9. Jan. 1932 Suonnejoki)                     |
| Strecke |                          | nach Pieksämäki                                              | nach Pieksämäki                                              |
| |                          |                                                              |                                                              |
| Kilometerangaben ab Helsinki |                          |                                                              |                                                              |

Die Bahnstrecke Suonenjoki–Iisvesi ist eine Nebenbahn von Suonenjoki zum Ort und Hafen Iisvesi sowie zum Hafen am See Jauholahti in Finnland. Heute wird nur noch ein Teil der Strecke für Holzverladungen genutzt.

## Geschichte
Die Strecke nach Iisvesi wurde am 1. Oktober 1889 gleichzeitig mit der Hauptstrecke Pieksämäki–Kontiomäki von der Staatsbahn VR eröffnet und zweigte im Bahnhof Suonenjoki nach links in nördlicher Richtung von dieser ab.
Die etwa 6,5 km lange Stichbahn war ursprünglich für die Bedürfnisse der Sommerschifffahrt gedacht. Die Strecke wurde im Winter nicht befahren. Mit der Sägewerksindustrie nahm die Bedeutung enorm zu. 1895 wurden am Bahnhof Suonenjoki 7859 und in Iisvesi knapp 1000 Fahrkarten verkauft. Das Frachtvolumen von Iisvesi stieg aufgrund der Holztransporte auf 874 Tonnen.
In den 1920er/1930er Jahren entwickelte sich Iisvesi zur größen Holzverladestation Finnlands. 1930 verkehrten auf dieser Bahnstrecke täglich 17 Personen- und Güterzüge.
1936 erfolgte die Einstellung des Personenverkehrs. Der Ortsgüterverkehr in Suonenjoki endete am 1. März 2002. Bereits 2004 wurden Untersuchungen vorgenommen, um diese Strecke (wie 15 weitere Nebenstrecken des finnischen Netzes) stillzulegen. 2006 wurde im Zusammenhang mit dem Haushaltsplan 2007–2010, der weitere Stilllegungen enthielt, entschieden, die Strecke im aktuellen Zustand mit intensivierter Wartung weiter zu betreiben, sofern sich das Transportvolumen nicht wesentlich ändert.
Seit 2010 gibt es auf der Strecke ab Yläkoski Richtung Iisvesi keinen gewerblichen Güterverkehr mehr. Die drei Bahnübergänge auf der Strecke erforderten laut der finnischen Transportagentur Liikennevirasto jährliche Instandhaltungskosten von 10.000 € bei Weiterbetrieb der Strecke. Die Restkosten bei Unterbrechung der Instandhaltung waren mit 2.000 € zu beziffern. Die Einstellung der Instandhaltung des Streckenabschnittes hätte keine Auswirkungen auf das Verkehrsaufkommen im Straßennetz. Auf Grund des schlechten Streckenzustandes wurde daher der Abschnitt Yläkoski–Iisvesi sowie der Verkehrsknotenpunkt Iisvesi am 14. Dezember 2014 für jeglichen Verkehr geschlossen. Yläkoski wurde von einem Abzweigpunkt in eine Verkehrsstelle umgewandelt, weil diese neuer Endpunkt für den Streckenabschnitt wurde.
Ein Abbau der Strecke erfolgte bisher nicht.